# Рот на Оуру
Рот на Оуру (њем. Roth an der Our) општина је у њемачкој савезној држави Рајна-Палатинат. Једно је од 235 општинских средишта округа Ајфелкрајс Битбург-Прим. Према процјени из 2010. у општини је живјело 173 становника. Посједује регионалну шифру (AGS) 7232112.

## Географски и демографски подаци
Рот на Оуру се налази у савезној држави Рајна-Палатинат у округу Ајфелкрајс Битбург-Прим. Општина се налази на надморској висини од 240 метара. Површина општине износи 1,9 km². У самом мјесту је, према процјени из 2010. године, живјело 173 становника. Просјечна густина становништва износи 92 становника/km².